# Grown-ish
Grown-ish (im Titel dargestellt als grown•ish) ist eine US-amerikanische Jugendserie, die ein Ableger der Serie Black-ish von ABC ist. Die Serie wurde von Kenya Barris und Larry Wilmore erdacht, die sich auch für die Mutterserie verantwortlich zeichnen. Die Premiere der Serie fand am 3. Januar 2018 auf dem US-Kabelsender Freeform statt. Im deutschsprachigen Raum erfolgte die Erstveröffentlichung der Serie am 25. Juni 2021 durch Disney+ via Star als Original.

## Handlung
Zoey, die älteste Tochter der Familie Johnson, verlässt ihre Familie, um an der „Cal U“ zu studieren. Sie trifft auf neue Freunde und beschreitet mit ihnen die unterschiedlichsten Abenteuer und Herausforderungen. Während ihres neuen Studentenlebens voller Anforderungen und Komplikationen wird Zoey von einem alten Bekannten begleitet: Andres Arbeitskollegen Charlie Telphy, der überraschenderweise an der Cal U als Lehrbeauftragter im Fachbereich Marketing tätig ist. Und Zoey erkennt auch, dass ihre Reise des Erwachsenwerden sowie dass abkapseln von der Familie nicht so verläuft, wie sie es sich eigentlich vorgestellt hatte.

## Produktion
Die dreiundzwanzigste Folge der dritten Staffel von Black-ish mit dem Titel Professor Charlie diente als Backdoor-Pilot für die neue Ableger-Serie, in welcher gezeigt wird, wie die von Yara Shahidis gespielte Figur Zoey Johnson eine Veranstaltung zur College-Orientierung besucht. In der Ableger-Serie übernimmt Yara Shahidis die Hauptrolle. Die potentiellen Charaktere der neuen Serie wurden in dem Backdoor-Piloten mit den Darstellern Chris Parnell, Mallory Sparks, Matt Walsh und Trevor Jackson eingeführt. Etwas später wurde die Ableger-Serie unter dem Titel College-ish vorgestellt, in der Chris Parnell und Trevor Jackson wieder ihre Rollen aus dem Backdoor-Piloten übernehmen. Die Darstellerin Emily Arlook übernahm die Rolle der Miriam, welche im Backdoor-Piloten noch von Mallory Sparks dargestellt wurde, und später in Naomi umbenannt wurde. Im August 2017 traten Francia Raisa als Ana sowie Jordan Buhat als Vivek der Hauptbesetzung bei. Das Musikduo Chloe x Halle übernimmt die Rollen der Zwillingsschwestern Sky und Jazz.
Am 19. Mai 2017 bestellte Freeform offiziell eine dreizehnteilige erste Staffel für den Ableger, der nun unter seinen finalen Titel Grown-ish geführt wurde. Am 18. Januar 2018 verlängerte Freeform die Serie für eine zweite Staffel. Die Verlängerung um eine dritte Staffel erfolgte am 5. Februar 2019. Am 7. November 2019 wurde bekannt gegeben, dass die dritte Staffel am 16. Januar 2020 Premiere auf Freeform haben wird. Die Verlängerung um eine vierte Staffel wurde am 17. Januar 2020 bekanntgegeben. Am 19. Mai 2020 gab Freeform bekannt, dass die verbleibenden Folgen der dritten Staffel aufgrund der COVID-19-Pandemie und deren Auswirkungen auf die Fernsehindustrie und die Dreharbeiten erst im Jahr 2021 ausgestrahlt werden.

## Besetzung und Synchronisation
Die deutschsprachige Synchronisation entstand nach den Dialogbüchern von Tanja Schmitz und Tiyam Akbarzadeh sowie unter der Dialogregie von Tanja Schmitz, Frank Schröder und Yamuna Kemmerling durch die Synchronfirma Scalamedia in Berlin.

### Hauptdarsteller
| Rolle                            | Schauspieler     | Hauptrolle (Folgen) | Nebenrolle (Folgen)                      | Synchronsprecher   |
| -------------------------------- | ---------------- | ------------------- | ---------------------------------------- | ------------------ |
| Zoey Johnson                     | Yara Shahidi     | 1.01–5.15           | 6.02, 6.13, 6.17–6.18                    | Yamuna Kemmerling  |
| Aaron Jackson                    | Trevor Jackson   | 1.01–6.18           |                                          | Roman Wolko        |
| Analisa „Ana“ Patricia Torres    | Francia Raisa    | 1.01–4.18           | 5.09, 6.13, 6.18                         | Alice Bauer        |
| Nomi Segal                       | Emily Arlook     | 1.01–4.18           | 5.09, 6.18                               | Daniela Molina     |
| Vivek Shah                       | Jordan Buhat     | 1.01–4.18           | 5.09, 6.18                               | Sebastian Fitzner  |
| Luca Hall                        | Luka Sabbat      | 1.01–4.18           | 6.18                                     | Philip Süß         |
| Jazlyn „Jazz“ Forster            | Chloe Bailey     | 1.01–4.18           | 5.09                                     | Vivien Gilbert     |
| Skylar „Sky“ Forster             | Halle Bailey     | 1.01–3.17           | 4.03, 4.10                               | Anni C. Salander   |
| Professor Charlie Telphy         | Deon Cole        | 1.01–2.21           | 3.03, 3.06, 3.08, 3.17, 4.07, 4.09, 4.14 | Markus Pfeiffer    |
| Dean Burt Parker                 | Chris Parnell    | 1.01–1.13           |                                          | Karlo Hackenberger |
| Douglas Frederick „Doug“ Edwards | Diggy Simmons    | 3.01–6.18           | 1.10–2.21                                | Sebastian Kluckert |
| Andre „Junior“ Johnson           | Marcus Scribner  | 5.01–6.18           | 2.13, 2.16, 2.20, 3.14, 4.18             | Cedric Eich        |
| Kiela Hall                       | Daniella Perkins | 5.01–6.18           | 4.04–4.15                                | Samina König       |
| Zaara Ali                        | Tara Raani       | 6.01–6.18           | 5.01–5.18                                |                    |
| Annika Longstreet                | Justine Skye     | 6.01–6.18           | 5.01–5.18                                |                    |

### Nebendarsteller
| Rolle                    | Schauspieler      | Nebenrolle (Folgen)                                                    | Synchronsprecher     |
| ------------------------ | ----------------- | ---------------------------------------------------------------------- | -------------------- |
| Andre „Dre“ Johnson Sr.  | Anthony Anderson  | 1.01, 1.05, 1.08, 2.11, 3.06, 4.04, 4.18                               | Jan Odle             |
| Mike                     | Miles Dausuel     | 1.02, 1.09, 2.19, 3.10                                                 | Tino Mewes           |
| Cash Mooney              | Da'Vinchi         | 1.03–1.07, 1.12–1.13, 2.07                                             | Amadeus Strobl       |
| Professorin Paige Hewson | Katherine Moennig | 2.05, 2.09–2.11, 2.13–2.15, 2.18                                       | Victoria Sturm       |
| Joey Bada$$              | Joey Badass       | 2.20, 3.01, 3.09, 3.15                                                 | Ricardo Richter      |
| Rodney                   | Andrew Liner      | 3.01, 3.03, 3.05–3.06, 3.08, 3.14–3.16                                 | Jonas Frenz          |
| Jillian                  | Ryan Destiny      | 3.02–3.04, 3.06–3.11, 3.16–3.17                                        | Leonie Dubuc         |
| Javier „Javi“            | Henri Esteve      | 3.04, 3.07–3.08, 3.10–3.12, 3.15–3.16 4.01–4.02, 4.05–4.06, 4.11, 4.17 | Dirk Petrick         |
| Rochelle                 | Raigan Harris     | 3.09–3.13, 3.15–3.17, 4.03                                             | Giovanna Winterfeldt |
| Indigo                   | Saweetie          | 3.09, 3.12, 3.15                                                       | Özge Kayalar         |
| Heidi                    | Kirrilee Berger   | 3.10, 3.13–3.14, 3.17                                                  | Birte Baumgardt      |
| Zeke                     | Ceyair Wright     | 5.01–6.01                                                              |                      |
| Lauryn Daniels           | Amelie Zilber     | 5.01–6.18                                                              |                      |
| Sharon „Slick“           | Slick Woods       | 5.01, 5.03, 5.05, 5.08                                                 |                      |
| Brandon                  | Matthew Sato      | 5.04–5.05, 5.07–5.08                                                   |                      |

## Ausstrahlungsübersicht
| Staffel | Episodenanzahl | Erstausstrahlung USA | Erstausstrahlung USA | Deutschsprachige Erstveröffentlichung | Deutschsprachige Erstveröffentlichung |
| Staffel | Episodenanzahl | Premiere             | Finale               | Premiere                              | Finale                                |
| ------- | -------------- | -------------------- | -------------------- | ------------------------------------- | ------------------------------------- |
| 1       | 13             | 3. Januar 2018       | 28. März 2018        | 25. Juni 2021                         | 25. Juni 2021                         |
| 2       | 21             | 2. Januar 2019       | 7. August 2019       | 25. Juni 2021                         | 25. Juni 2021                         |
| 3       | 17             | 16. Januar 2020      | 18. März 2021        | 1. September 2021                     | 1. September 2021                     |
| 4       | 18             | 8. Juli 2021         | 24. März 2022        | 15. September 2021                    | 17. August 2022                       |
| 5       | 18             | 20. Juli 2022        | 15. März 2023        | 22. März 2023                         | 22. März 2023                         |